# Puertos del Estado
Puertos del Estado es un organismo público español, dependiente del ministerio competente en la materia (actualmente, el Ministerio de Transportes y Movilidad Sostenible), con responsabilidades globales sobre el conjunto del sistema portuario de titularidad estatal. Está encargado de la ejecución de la política portuaria del Gobierno de España y de la coordinación y control de eficiencia del sistema portuario, formado por 28 autoridades portuarias que administran los 46 puertos de interés general.
El artículo 149 de la Constitución Española, referente a las «Competencias Exclusivas del Estado», en su punto 20 hace referencia directa a la titularidad de puertos y aeropuertos de interés general.

## Funciones
A Puertos del Estado le corresponden las siguientes competencias, bajo la dependencia y supervisión del Ministerio de Transportes, Movilidad y Agenda Urbana:
- La ejecución de la política portuaria del gobierno y la coordinación y el control de eficiencia del sistema portuario de titularidad estatal, en los términos previstos en esta Ley.
- La coordinación general con los diferentes órganos de la Administración General del Estado que establecen controles en los espacios portuario y con los modos de transporte en el ámbito de competencia estatal, desde el punto de vista de la actividad portuaria.
- La formación, la promoción de la investigación y el desarrollo tecnológico en materias vinculadas con la economía, gestión, logística e ingeniería portuarias y otras relacionadas con la actividad que se realiza en los puertos.
- La planificación, coordinación y control del sistema de señalización marítima español, y el fomento de la formación, la investigación y el desarrollo tecnológico en estas materias. La coordinación en materia de señalización marítima se llevará a cabo a través de la Comisión de Faros, cuya estructura y funcionamiento se determinará por el Ministerio de Transportes, Movilidad y Agenda Urbana.

## Modelo portuario español
El Real Decreto Legislativo 2/2011, de 5 de septiembre, por el que se aprueba el texto refundido de la ley de puertos y de la marina mercante, distingue entre los puertos de titularidad autonómica (básicamente los puertos pesqueros, deportivos y de refugio), que dependen del gobierno de la Comunidad Autónoma donde están ubicados, y los puertos de titularidad estatal, es decir, los puertos calificados como de interés general por reunir alguna de las siguientes características: 

### Características de los puertos de interés general
- Se efectúan en ellos actividades comerciales marítimas internacionales. 
  - Sirven a industrias de importancia estratégica para la economía nacional.
- El volumen anual y las características de sus actividades comerciales marítimas alcanzan niveles suficientemente relevantes, o responden a necesidades esenciales de la actividad económica general del Estado.
- Sus especiales condiciones técnicas o geográficas son esenciales para la seguridad del tráfico marítimo.

### Integrantes de Puertos del Estado
El Sistema Portuario español de titularidad estatal está integrado por 46 puertos de interés general, gestionados por 28 Autoridades Portuarias, cuya coordinación y control de eficiencia, corresponde al Organismo Público Puertos del Estado, órgano dependiente del Ministerio de Transportes, Movilidad y Agenda Urbana que tiene atribuida la ejecución de la política portuaria del Gobierno de España. La actividad portuaria y el transporte marítimo aportan un 20% al PIB del sector de transportes. La Ley dota al sistema portuario español de los instrumentos necesarios para mejorar su posición competitiva en un mercado abierto y globalizado, estableciendo un régimen de autonomía de gestión de las Autoridades Portuarias, que deben ejercer su actividad con criterios empresariales.

### Modelo de Autoridad Portuaria
Dentro de este marco, se pretende que la gestión de los puertos de interés general responda al llamado modelo "landlord", en el que la Autoridad Portuaria se limita a ser un proveedor de infraestructura y suelo portuario y a regular la utilización de este dominio público, mientras que los servicios son prestados fundamentalmente por operadores privados en régimen de autorización o concesión.

### Puertos generadores de riqueza
Por otra parte, la función de los puertos desborda su tradicional papel como meros puntos de embarque o desembarque de mercancías y pasajeros para convertirse en centros en los que se ubica toda una serie de actividades que generan valor añadido a la mercancía, plenamente integrados en las cadenas logísticas e intermodales.

## Estructura del sistema portuario
El Sistema Portuario español de titularidad estatal está integrado por 46 puertos de interés general, gestionados por 28 Autoridades Portuarias, cuya coordinación y control de eficiencia corresponde al Organismo Público Puertos del Estado.

### Autoridades portuarias
Las 28 autoridades portuarias son:
| - A. P. La Coruña - A. P. Alicante - A. P. Almería - A. P. Avilés - A. P. Baleares - A. P. Barcelona - A. P. Bilbao - A. P. Cartagena - A. P. Castellón - A. P. Ceuta - A. P. Ferrol-S.Cibrao - A. P. Gijón - A. P. Huelva - A. P. Bahía de Algeciras | - A. P. Bahía de Cádiz - A. P. Las Palmas - A. P. Málaga - A. P. Marín y Ría de Pontevedra - A. P. Melilla - A. P. Motril - A. P. Pasajes - A. P. Santa Cruz de Tenerife - A. P. Santander - A. P. Sevilla - A. P. Tarragona - A. P. Valencia - A. P. Vigo - A. P. Villagarcía de Arosa |